# Phare de Punta Fortino
Le phare de Punta Fortino (en italien : Faro di Punta Fortino) est un phare actif situé à l'est de l'entrée du port de la commune d'Agropoli (Province de Salerne), dans la région de Campanie en Italie. Il est géré par la Marina Militare.

## Histoire
Le phare a été mis en service en 1923 sur un promontoire dominant l'entrée est du port. Il est entièrement automatisé et alimenté par le réseau électrique.

## Description
Le phare  est une tour carrée crénelée surmontée en angle d'une tourelle carrée de 10 m de haut, avec balcon et lanterne. Le bâtiment est en pierre naturelle et le dôme de la lanterne est gris métallique. Il émet, à une hauteur focale de 42 m, deux éclats blancs d'une seconde par période de 6 secondes. Sa portée est de 16 milles nautiques (environ 30 km) pour le feu principal et 12 milles nautiques (environ 22 km) pour le feu de veille.
Identifiant : ARLHS : ITA-185 ; EF-2660 - Amirauté : E1735 - NGA : 9632 .

## Caractéristiques dufeu maritime
Fréquence : 6 secondes (W-W)
- Lumière : 1 seconde
- Obscurité : 1 seconde
- Lumière : 1 seconde
- Obscurité : 3 secondes

|          |
| Agropoli |